# Глинек (Шкофліця)
Глинек (словен. Glinek) — поселення в общині Шкофліця, Осреднєсловенський регіон, Словенія.
Висота над рівнем моря: 305,5 м.